# Sammy Williams
Samuel Joseph Williams, detto Sammy (Trenton, 13 novembre 1948 – Los Angeles, 17 marzo 2018), è stato un attore, cantante e ballerino statunitense, vincitore di un Tony Award.

## Biografia
Nel 1967 si è trasferito a New York e nel 1968 ha debuttato a Broadway. Ha cominciato danzando nell'ensemble dei musical The Happy Time (1968; tour, 1969), Walking Happy (tour, 1979), Applause con Lauren Bacall (Broadway, 1970; tour, 1971) e Seesaw (tour, 1974). Ha recitato nel musical Premio Pulitzer A Chorus Line sin dal suo primo workshop nel 1974; Williams interpretava Paul, un giovane portoricano che si esibisce come drag queen. È rimasto con A Chorus Line anche nel workshop del 1975, nella produzione originale dell'Off Broadway e a Broadway (1975), nel tour statunitense (1976), a Los Angeles (1978) e di nuovo a Broadway per due anni consecutivi (1983-1985). Per la sua performance nel ruolo di Paul San Marco ha vinto il Tony Award al miglior attore non protagonista in un musical, l'Obie Award ed il Theatre World Award. Nel 1978 ha recitato nell'ensemble del musical Stages a Los Angeles.
La sua carriera teatrale non raggiunse più le vette di A Chorus Line e alla fine degli anni ottanta ha smesso di recitare, si è trasferito in California e ha cominciato a lavorare come fioraio. Ha organizzato con successo la prestigiosa Rose Parade di Pasadena per dieci anni. Negli ultimi anni ha ripreso a recitare, inizialmente con uno one man show in cui raccontava la sua esperienza in A Chorus Line. Nel 2012 ha recitato nella produzione di Los Angeles del musical di Stephen Sondheim Follies, con Victoria Clark, Jan Maxwell, Ron Raines, Danny Burstein, Elaine Paige, Susan Watson e Jayne Houdyshell.
Era apertamente gay ed è morto di cancro nel 2018 all'età di 69 anni.

## Filmografia

### Cinema
- God Told Me To, regia di Larry Cohen (1976)
- The Executioner, cortometraggio, regia di Christopher Hardie (2009)

### Televisione
- Kojak – serie TV, 1 episodio (1978)
- Harley Street – serie TV, 1 episodio (2008)
- The Take - Una storia criminale (The Take) – miniserie TV, 2 episodi (2009)
- The Day of the Triffids – miniserie TV, 2 episodi (2009)